# Ronald Magill
Ronald Magill (* 21. April 1920 in Hull, Yorkshire; † 6. September 2007 in London) war ein englischer Bühnen-, Film- und Fernsehschauspieler.

## Leben
Er wuchs als Sohn eines Lehrer-Ehepaares auf. Nachdem sein Vater 1929 gestorben war, kehrte Magills Mutter nach Irland zurück und ließ Ronald in Birmingham in einem Waisenhaus zurück. Er sah seine Mutter nur noch in den Ferien.
Zwischen 1963 und 1968 arbeitete er am Nottingham Playhouse in Nottingham als Schauspieler und Regisseur. 1970 spielte er in einer Julius-Caesar-Verfilmung neben John Gielgud und Charlton Heston. Seit 1972 gehörte Magill zu den bekanntesten Schauspielern im britischen Fernsehen. Die Rolle des brummigen Pubbesitzers Amos Brearly in der Seifenoper Emmerdale spielte er bis weit in die 1990er-Jahre. Vereinzelt führte Magill auch Theaterregie, außerdem schrieb er das Buch zu einer Musicalversion von A Christmas Carol.
Sein Lebensgefährte David Soar, mit dem er 32 Jahre lang zusammenlebte, starb 1997.

## Filmografie (Auswahl)
- 1970: Julius Caesar
- 1971: Der Spürsinn des Mr. Reeder (The Mind of Mr. J.G. Reeder) (Fernsehserie)
- 1972–1995: Emmerdale (Emmerdale Farm) (Fernsehserie)